# Chat à poil court

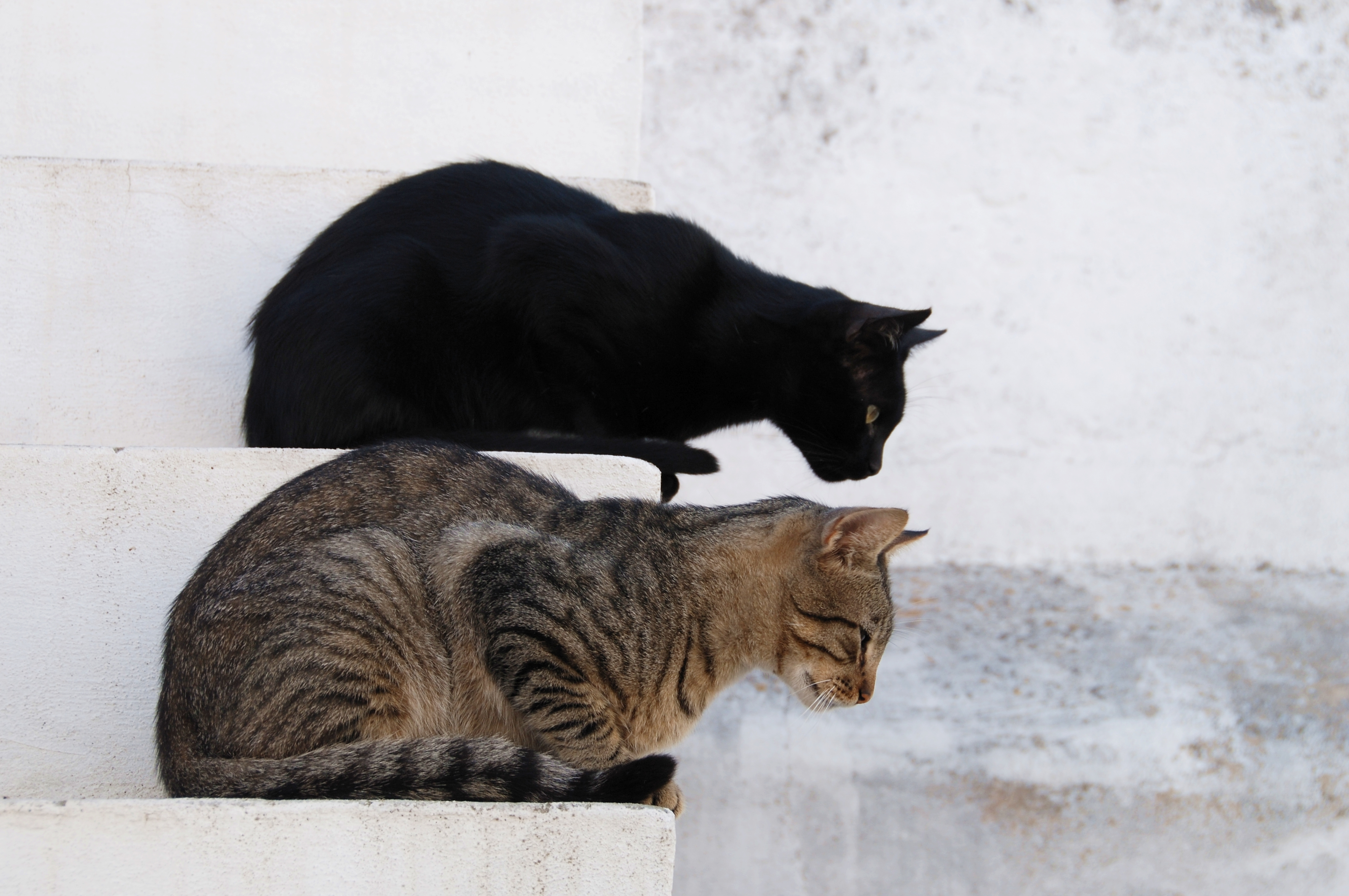
Deux chats de gouttière à poil court.

Un chat à poil court est un chat dont la fourrure est formée de poils courts, plus ou moins couchés. Il s'agit de la longueur de poil originelle du chat, due à l'expression d'un allèle dominant sur l'allèle du poil long. Les chats à poil court sont représentés dans de nombreuses races de chats, comme l'european shorthair, le bombay ou le chartreux. 
De nombreuses races de chat ont d'abord été enregistrées comme « à poil court », avant qu'une variété à poil mi-long n'apparaisse de façon naturelle (du fait de la récessivité de l'allèle « poil long ») ou provoquée.
Les chats à poil frisé peuvent avoir les poils courts ou longs. 